# Bill Rodgers (político)
William Thomas Rodgers, Barón Rodgers de Quarry Bank, PC (nacido el 28 de octubre de 1928)es un político británico y par vitalicio. Como miembro del Partido Laborista, ocupó el cargo de Secretario de Estado de Transporte de 1976 a 1979 y formó parte del "Grupo de los Cuatro" de destacados políticos laboristas que desertaron para formar el Partido Socialdemócrata (SDP). Posteriormente, contribuyó a liderar la fusión del SDP que dio origen a los Demócratas Liberales en 1988, y posteriormente fue líder del partido en la Cámara de los Lores entre 1997 y 2001.

## Primeros años
Rodgers nació en Liverpool, en el condado de Lancashire, y estudió en el instituto Quarry Bank de esa ciudad. Después de cumplir con el servicio militar en el Regimiento del Rey (Liverpool), ingresó al Magdalen College de Oxford, donde estudió Historia Moderna gracias a una beca por mérito.Entre 1953 y 1960, fue secretario general de la Sociedad Fabiana, y entre 1958 y 1962, se desempeñó como concejal en el Ayuntamiento de St Marylebone. Tuvo un papel importante en convencer al Comité Ejecutivo Nacional del Partido Laborista para que cambiara su postura sobre el desarme nuclear unilateral en 1961.Además, se presentó como candidato en las elecciones parciales de Bristol West en 1957, pero no tuvo éxito.

## Carrera política
Rodgers llegó por primera vez a la Cámara de los Comunes en una elección parcial en 1962, representando a Stockton-on-Tees. Sirvió en los gobiernos laboristas de Harold Wilson y James Callaghan, y en 1976 fue nombrado Secretario de Estado de Transporte en el gabinete de Callaghan. Dentro del Partido Laborista, era conocido por ser un organizador muy eficiente, promoviendo causas centristas como el desarme nuclear multilateral y el apoyo del Reino Unido a la Comunidad Económica Europea. Mantuvo su puesto hasta la derrota del Partido Laborista en las elecciones generales de 1979. De 1979 a 1981, fue Secretario de Defensa en la Sombra. A medida que el Partido Laborista se inclinaba hacia la izquierda, Rodgers se unió a Shirley Williams, Roy Jenkins y David Owen para fundar el Partido Socialdemócrata (SDP) en 1981. En septiembre de 1982, se postuló para la presidencia del SDP, pero obtuvo solo el 19,4% de los votos, quedando en segundo lugar, detrás de Williams.
En las elecciones generales de 1983, la Alianza entre el SDP y los Liberales recibió muchos votos, pero logró obtener pocos escaños, y Rodgers perdió su escaño en Stockton North (anteriormente conocido como Stockton-on-Tees antes de los cambios de límites de 1983). Permaneció fuera del Parlamento y, aunque intentó sin éxito obtener el escaño por Milton Keynes en las elecciones generales de 1987, fue nombrado par vitalicio como Barón Rodgers de Quarry Bank, de Kentish Town, en el distrito londinense de Camden, el 12 de febrero de 1992.Durante ese tiempo, se desempeñó como director general del Real Instituto de Arquitectos Británicos y también fue nombrado Presidente de la Autoridad de Normas Publicitarias.
En 1987, Rodgers lideró la exitosa campaña "Sí a la Unidad" dentro del SDP, apoyando la fusión con el Partido Liberal. En 1994, se convirtió en portavoz de los Demócratas Liberales en la Cámara de los Lores para Asuntos de Interior, y fue líder del partido en la Cámara de los Lores entre 1997 y 2001. Su autobiografía, titulada Cuarto entre iguales, reflejaba su rol como el miembro menos destacado de los fundadores del SDP. En 2012, fue entrevistado como parte del proyecto de historia oral sobre la Historia del Parlamento.
Rodgers se retiró de su puesto en la Cámara de los Lores el 12 de diciembre de 2023.

## Vida personal
En 1955, Rodgers contrajo matrimonio con Silvia Szulman (1928-2006), una artista y escritora nacida en Berlín, quien también fue anfitriona política.Juntos tuvieron tres hijas: Rachel, Lucy y Juliet.
El 8 de mayo de 2001, Rodgers sufrió un derrame cerebral en su casa y fue atendido en el Royal Free Hospital, además de recibir sesiones de logopedia en el North Middlesex Hospital durante dos años y medio. Comentó que tuvo suerte de no haber experimentado daños físicos a raíz del incidente.Desde entonces, ha sido un firme defensor de una mejor atención y tratamiento para quienes sufren derrames cerebrales.

## Cultura popular
Rodgers fue un personaje central en la obra Limehouse de Steve Waters, estrenada en 2017 en el Donmar Warehouse, donde fue interpretado por Paul Chahidi.